# Васильєв Дмитро Володимирович (військовик)
Дмитро́ Володи́мирович Васи́льєв  (нар. 4 березня 1986, смт Макарів, Київська область — пом. 31 травня 2015, поблизу с. Славне (Мар'їнський район), Донецька область) — капітан Збройних сил України, командир механізованої роти, заступник командира 2-го механізованого батальйону 28-ї окремої механізованої бригади. Позивний «Рубін», учасник російсько-української війни.

## Життєпис
Народився в смт Макарів на Київщині в родині військовослужбовців. З раннього дитинства Дмитро мріяв продовжувати офіцерську династію Васильєвих. Дитинство і юність пройшли у військових містечках Київської та Одеської областей. Закінчив Чорноморську загальноосвітню школу Комінтернівського району, 2001 року вступив до Одеського військового ліцею. 2009 року закінчив Львівський інститут Сухопутних військ імені гетьмана Петра Сагайдачного за спеціальністю «Бойове застосування та управління діями механізованих підрозділів».
20 червня 2009 року лейтенант Васильєв був зарахований до складу офіцерського корпусу ЗСУ й призначений на посаду командира механізованого взводу Центру забезпечення навчального процесу Львівської академії Сухопутних військ. У жовтні 2010 року Дмитро перевівся до складу 28-ї окремої мехбригади в смт Чорноморське (Одеська область), де він виріс.
Під час служби Дмитро постійно брав участь у міжнародних військових навчаннях. За підсумками 2013 року механізований взвод під його командуванням став найкращим взводом у 28-й бригаді.
Під час російсько-української війни, у червні 2014 року старший лейтенант Дмитро Васильєв став командиром механізованої роти, і вже 7 червня його рота прибула до зони АТО. Дмитро перебував у найгарячіших точках, зокрема брав участь у боях під Савур-могилою та Амвросіївкою, 31 липня зазнав мінно-вибухової травми внаслідок артилерійського обстрілу. Був нагороджений бойовим орденом. Після ротації і лікування у військовому шпиталі повернувся на фронт під Донецьк.
У грудні 2014 року Васильєву присвоєно військове звання капітан, а в травні 2015 року його затверджено командуванням 28 ОМБр на посаду заступника командира другого механізованого батальйону бригади.
31 травня 2015 року капітан Васильєв загинув поблизу села Славне (Мар'їнський район) Донецької області, під час нападу диверсійної групи ворога на автомобіль «Урал». Дмитра вбили контрольним пострілом у голову. Окрім нього, загинув старший солдат Віктор Волкодав, двоє були важко поранені, до полону потрапив та був закатований Роман Капацій, ще один 62-річний боєць із позивним «Дід» захоплений у полон. Старший солдат Віктор Волкодав зазнав трьох кульових поранень, опісля його добили ножем у серце.
Похований в смт Чорноморське Комінтернівського району.

## Нагороди
- Орден Богдана Хмельницького III ступеня (31 жовтня 2014) — за особисту мужність і героїзм, виявлені у захисті державного суверенітету та територіальної цілісності України, вірність військовій присязі[1]
- Орден Богдана Хмельницького II ступеня, посмертно (31 жовтня 2014) — за особисту мужність і високий професіоналізм, виявлені у захисті державного суверенітету та територіальної цілісності України, вірність військовій присязі[2]

## Вшанування пам'яті
25 червня 2015 року на будівлі Чорноморської загальноосвітньої школи, де навчався Дмитро Васильєв, відкрито меморіальну дошку.